# 1 Rosyjski Oddział Ekspedycyjny
1 Rosyjski Oddział Ekspedycyjny (ros. 1-й Русский экспедиционный отряд), Rosyjski Oddział Ekspedycyjny Specjalnego Przeznaczenia – oddział wojskowy Białych podczas wojny domowej w Rosji.
Oddział został sformowany na pocz. sierpnia 1918 r. w Archangielsku w ramach Armii Północnej. Był złożony jedynie z oficerów-ochotników. Składał się z kompanii piechoty sztabskpt. A.P. Orłowa i baterii artylerii starsziny wojskowego Piotra A. Dilaktorskiego, który był jednocześnie dowódcą całego oddziału. Krótko po utworzeniu skierowano go do walki z bolszewikami na kierunku dźwińskim, aby powstrzymać ich natarcie. Po powrocie we wrześniu do Archangielska, oddział został rozwiązany. Jego żołnierzy rozdzielono po różnych innych oddziałach wojskowych.